# Bela Krajina
Bela Krajina este o arie protejată (arie specială de conservare — SAC, sit de importanță comunitară — SCI) din Slovenia întinsă pe o suprafață de 517,7 ha, integral pe uscat.

## Localizare
Centrul sitului Bela Krajina este situat la coordonatele 45°41′50″N 15°15′27″E / 45.6972°N 15.2575°E.

## Înființare
Situl Bela Krajina a fost declarat sit de importanță comunitară în aprilie 2004 pentru a proteja 2 specii de animale. Situl a fost protejat și ca arie specială de conservare în februarie 2012.

## Biodiversitate
Situată în ecoregiunea continentală, aria protejată conține 2 habitate naturale: Pajiști uscate seminaturale și facies de acoperire cu tufișuri pe substraturi calcaroase (Festuco-Brometalia) (* situri importante pentru orhidee), Fânețe de joasă altitudine (Alopecurus pratensis, Sanguisorba officinalis).
La baza desemnării sitului se află mai multe specii protejate de  nevertebrate (2): fluturele-tigru (Callimorpha quadripunctaria), fluturele auriu (Euphydryas aurinia).